# Juan Fernando López Aguilar
Juan Fernando López Aguilar (Las Palmas de Gran Canaria, 10 giugno 1961) è un politico spagnolo.
Iscritto al PSOE è stato Ministro della giustizia dal 2004 al 2007 nel Governo Zapatero I. Attualmente è parlamentare europeo dal 2009 e presidente della Commissione per le libertà civili, la giustizia e gli affari interni del Parlamento europeo dal 2019 (carica che aveva già ricoperto dal 2009 al 2014).

## Carriera
Nato a Las Palmas de Gran Canaria nel 1961, è laureato in legge all'Università di Granada, ha conseguito un dottorato all'Università di Bologna ed è stato professore di diritto costituzionale all'Università di Las Palmas de Gran Canaria.
Si è iscritto al PSOE nel 1983 e nel 2000 è stato eletto per la prima volta al Congresso dei Deputati, al quale è stato rieletto nel 2004 e nel 2008. Dal 2004 al 2007 è stato ministro della giustizia nel Governo Zapatero I. Durante il suo ministero, fu approvata la legge che consentiva il matrimonio tra persone dello stesso sesso oltre a una modifica del codice civile in materia di separazione e divorzio ed una legge per la protezione dalla violenza di genere.
Nel 2007 fu il candidato del PSOE alla presidenza della comunità autonoma delle Isole Canarie ma, nonostante il PSOE fosse risultato il primo partito alle elezioni del 27 maggio 2007, un accordo di Governo tra Coalizione Canaria e Partito Popolare impedì la sua nomina a presidente regionale.
Alle elezioni europee del 2009 è eletto al Parlamento europeo, divenendo capodelegazione del PSOE al Parlamento europeo e presidente della Commissione per le libertà civili, la giustizia e gli affari interni del Parlamento europeo per la VII legislatura. Rieletto  nel 2014 e 2019 ha sempre fatto parte di quella commissione e ne è stato rieletto Presidente nel 2019 per la IX legislatura.